# 블라디미르 쿠츠
블라디미르 페트로비치 쿠츠(러시아어: Владимир Петрович Куц, 1927년 2월 7일 ~ 1975년 8월 16일)는 전 소비에트 연방의 장거리 육상 선수로 1956년 멜버른 올림픽 2관왕이다.
현재 우크라이나의 일부인 알렉시노에서 태어난 이유로 우크라이나식 이름 볼로디미르 쿠츠로서 양자 택일로 알려진 편이다.
스포츠 경력 동안에 육군 사관이었던 쿠츠는 1954년 유럽 선수권 대회에서 처음으로 국제적 명성을 얻었다. 그 대회의 5000m 결승전에서 우승 후보로 보이던 체코슬로바키아의 에밀 자토페크와 영국의 크리스토퍼 채터웨이를 꺾고 세계 신기록을 세웠다. 한달 후, 채터웨이에게 세계 기록을 잃다가 10일 후에 되찾았다.
1955년 세계 기록을 다시 잃었지만, 아직도 멜버른 올림픽의 우승 후보들 중의 하나였다. 5000m에서 그의 주요 상대는 그해 초순에 세계 기록을 깬 영국의 고든 피리였다. 그러나 쿠츠는 경지 전에 10,000m에서 세계 기록을 세웠으며, 결승전에서 시작부터 선두로 달리면서 끝으로부터 피리의 4바퀴를 깨면서 넓은 차이로 우승하였다. 5일 후, 5000m에서 두 번째 금메달을 획득하였다.
1957년 자신의 5000m 세계 기록을 13분 35.0초로 향상시켰으며, 1965년까지 경신되지 않았다. 32세 때 은퇴한 쿠츠는 가끔 복통을 앓았으며, 48세의 나이로 모스크바에서 심근경색으로 사망하였다.